# BAW-RUS Motor Corporation
Unter der Bezeichnung OOO BAW-RUS Motor Corporation (russisch ООО БАУ-РУС Мотор Корпорэйшн) wird seit 2006 ein Joint-Venture zwischen den Beijing Automobile Works und der АМС-Авто mit Unternehmenssitz in Uljanowsk betrieben.
Bereits im Juni 2004 bekräftigten beide Firmen die gemeinsame Absichtserklärung. Im März 2006 wurde das Unternehmen dann offiziell als Handelsunternehmen begründet. Im Oktober wurden dann die ersten Fahrzeuge verkauft. Das erste angebotene Produkt war der BAW Фenix. Die Baugruppenfertigung wurde nach einem guten Start bereits im März 2007 vereinbart. Im Laufe des Jahres 2008 wurde ein leerstehendes Fabrikgelände erworben. Bis im Sommer 2009 wurden drei Montagelinien installiert sowie ein Bürogebäude errichtet. Für den Wiederaufbau investierte das Unternehmen eine Summe in der Höhe von 300 Millionen Rubel.
2010 kamen zwei weitere Modelle hinzu. So begann im Juli die Produktion des BAW Tonik und im August die des BAW Street Line.